# Уповноважений із захисту державної мови
Уповнова́жений із за́хисту держа́вної мо́ви — посадова особа, що захищає статус української мови як державної, а також право громадян на її використання в усіх сферах публічного життя та на всій території України.
Уповноважений здійснює свою діяльність незалежно від інших державних органів та посадових осіб. Його статус визначається Законом України «Про забезпечення функціонування української мови як державної». 

## Історія
Посада уповноваженого із захисту державної мови створена законом «Про забезпечення функціонування української мови як державної», що вступив в дію з 16 липня 2019 року. Згідно з ним Кабінет Міністрів України призначає на цю посаду одного з кандидатів, що подаються уповноваженим Верховної Ради України з прав людини, міністром юстиції та міністром, що реалізує держану мовну політику. Вибір кандидатур та призначення мали відбутись протягом трьох місяців, до 16 жовтня. 
4 вересня у секретаріаті уповноваженого з прав людини відбувся відкритий конкурс на посаду уповноваженого із захисту державної мови. За його результатами комісія визначила переможцем Тараса Креміня та рекомендувала його призначення. Міністр культури, молоді та спорту лише 16 листопада 2019 року внес на розгляд Кабміну кандидатуру Тетяни Монахової. Кандидатури від міністра юстиції не було подано. 
Низка громадських діячів та науковців назвали зрив урядом термінів поданням кандидатур та зволікання з призначенням мовного уповноваженого спробами нівелювати роль ключової інституції, покликаної захищати державну мову. Також було зазначено, що Монахова не відповідає вимогам посади уповноваженого, адже не відзначилася раніше підтримкою закону про державну мову чи захистом мовних прав.
Врешті-решт, 27 листопада 2019 року Кабінет Міністрів України призначив Тетяну Монахову на посаду уповноваженої із захисту державної мови.
24 квітня 2020 року Тетяна Монахова написала заяву про звільнення за власним бажанням. Своє рішення вона пояснила відсутністю фінансування і можливості працювати.
8 липня 2020 року на засіданні Уряду виступили претенденти на посаду — Світлана Бронікова, Тарас Кремінь та Святослав Літинський. Цього ж дня, шляхом рейтингового голосування членів Кабінету Міністрів України, Тараса Креміня визначено переможцем та призначено на посаду Уповноваженого із захисту державної мови.
15 липня 2025 року Кабінет Міністрів України призначив Олену Івановську на посаду уповноваженої із захисту державної мови.

## Діяльність Уповноваженого із захисту державної мови
Уповноважений із захисту державної мови щороку подає Кабінету Міністрів України та представляє громадськості річний публічний звіт про свою діяльність і стан дотримання законодавства щодо функціонування державної мови в Україні.
У 2021 році, на другу річницю ухвалення Верховною Радою України Закону України «Про забезпечення функціонування української мови як державної», вийшов друком перший річний звіт Уповноваженого із захисту державної мови за 2020 рік. У звіті узагальнено інформацію стосовно реалізації мовної політики в Україні в різних галузях та сферах суспільного життя, а також акумульовано статистичні, соціологічні та адміністративні дані, підсумки діяльності державних органів та органів місцевого самоврядування, аналіз нормативної бази та судової практики, результати моніторингу виконання законодавства про державну мову та проведеної аналітичної роботи.
Другий річний звіт про стан дотримання Закону України “Про забезпечення функціонування української мови як державної” у 2021 році” готувався в умовах воєнного стану. Він містить всю важливу інформацію, яка відображає реальну ситуацію з дотриманням законодавства про державну мову та динаміку процесів у державній мовній політиці, участь у них Уповноваженого із захисту державної мови та інших державних органів та установ. Детальний аналіз рішення Конституційного Суду України від 14.07.2021 у справі за конституційним поданням 51 народного депутата України щодо відповідності Конституції України (конституційності) Закону України «Про забезпечення функціонування української мови як державної», у звіті розглянуто також основні ініціативи щодо змін до закону про державну мову, проаналізовано стан його імплементації та виконання минулорічних рекомендацій Уповноваженого, зроблено аналітичний огляд функціонування державної мови у визначених законом сферах, подано новий чималий перелік рекомендацій органам державної влади та органам місцевого самоврядування.
"Річний звіт про стан дотримання Закону України "Про забезпечення функціонування української мови як державної" у 2022 році" – третій на рахунку Уповноваженого.

## Список Уповноважених із захисту державної мови
| № | Ім'я                      | Світлина | Термін                            | Річні звіти                                  |
| - | ------------------------- | -------- | --------------------------------- | -------------------------------------------- |
| 1 | Монахова Тетяна Василівна |          | 27 листопада 2019 — 7 травня 2020 | —                                            |
| 2 | Кремінь Тарас Дмитрович   |          | з 8 липня 2020 — 8 липня 2025     | 2020 рік 2021 рік 2022 рік 2023 рік 2024 рік |
| 3 | Івановська Олена Петрівна |          | з 15 липня 2025 — дотепер         | —                                            |